# Bonavita Blank

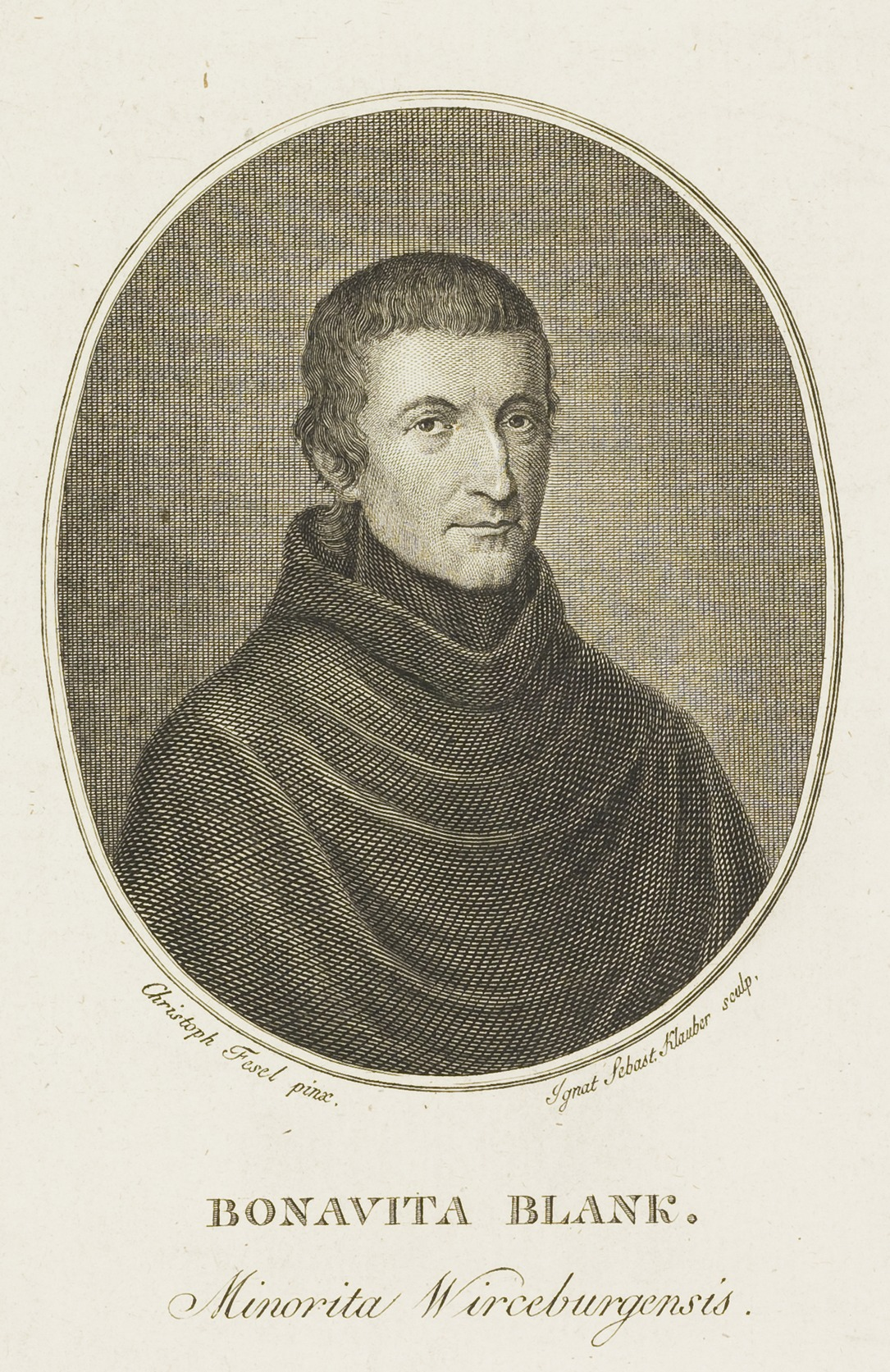
Bonavita Blank

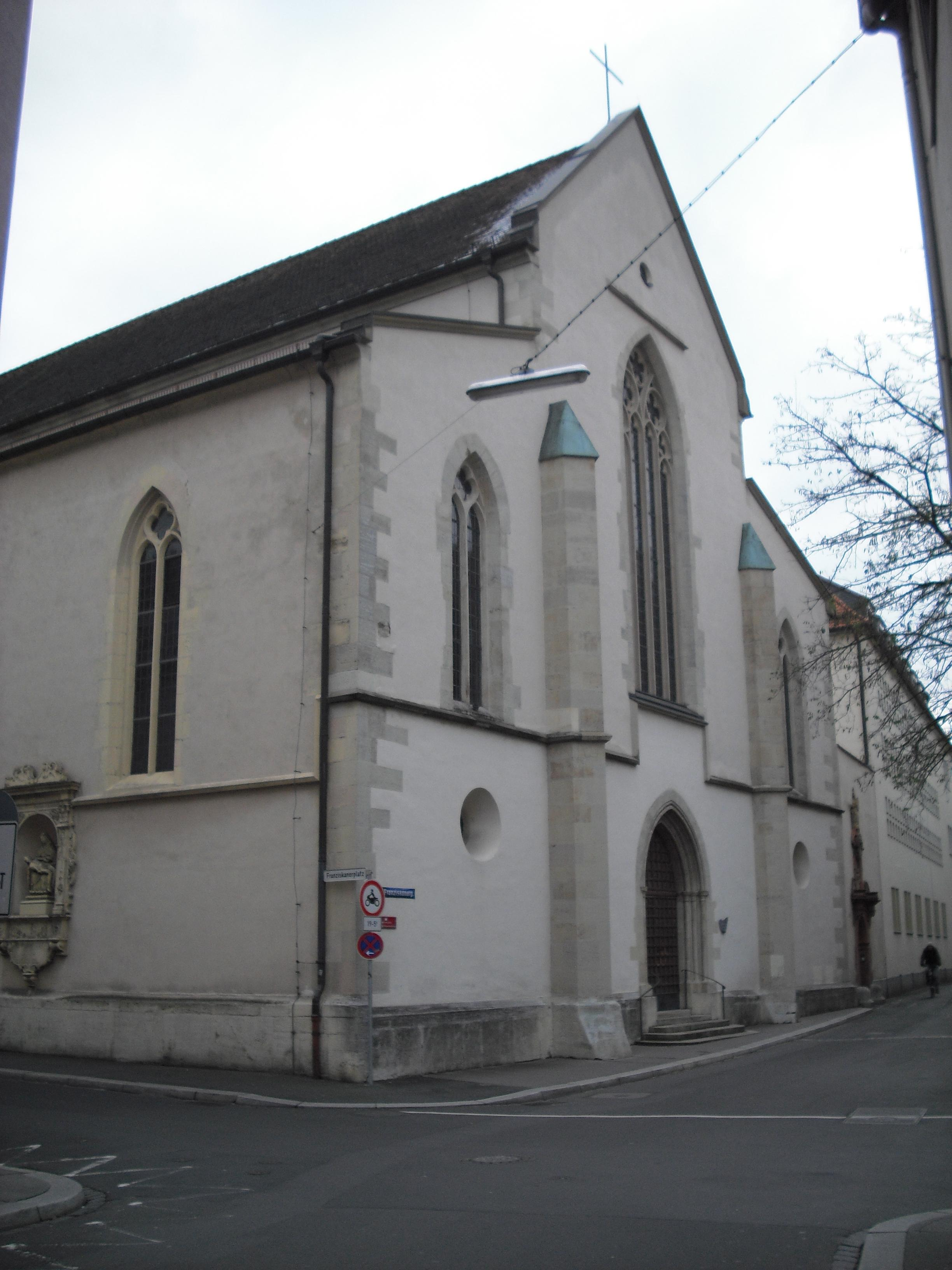
Franziskanerkloster Würzburg

Bonavita Blank, geboren als Joseph Anton Bruno Blank (* 23. März 1740 in Würzburg; † 26. Februar 1827 ebenda) war ein deutscher Naturforscher, Fossiliensammler und Professor für Naturgeschichte in Würzburg.

## Leben
Blank studierte am von Jesuiten geführten Gymnasium in Würzburg und wurde 1755 Mitglied des Minoriten-Ordens, in dem er 1763 zum Priester geweiht wurde. Er war im Orden als Lehrer und Prediger tätig, war kurze Zeit Beichtvater im Frauenkloster Paradies bei Schaffhausen, wurde 1786 Sekretär des Minoritenordens und 1789 Oberer des Minoritenklosters in Würzburg. Außerdem war er ab 1792 Professor für Philosophie und Naturgeschichte an der Universität Würzburg. Er erhielt vom Großherzog Ferdinand den Titel Geistlicher Rat.
Er hatte ein eigenes Kunstkabinett mit Mosaikbildern aus Naturalien, wie Flechten, Moose, Vogelfedern (von ihm Musivgemälde genannt), und ein wertvolles  Naturalienkabinett (in das er im Lauf der Zeit über 20.000 Gulden aus eigenem Geld investierte), das er 1803 gegen eine Pension an die Universität Würzburg verkaufte. Anfangs war es in einem Saal des Franziskanerklosters (wozu er jedem freien Zutritt gestattete), nach Verkauf an die Universität in deren alter Aula. Die Sammlung war damals eine Art Touristenattraktion und Blank veröffentlichte 1795 einen Katalog der Sammlung. In hohem Alter verfasste er noch ein Mineralogielehrbuch, das auch sein Nachfolger Ambrosius Rau (1784–1830) für seine Vorlesungen verwendete. Er stand mit dem bedeutenden Geologen Abraham Gottlob Werner in wissenschaftlichem Austausch.
Seine Sammlung bestand überwiegend aus Fossilien aus Franken. In seiner Zeit in Schaffhausen sammelte er auch Schweizer Fossilien.
Sein Bruder Benignus Siardus Blank, ebenfalls geistlicher Rat, hatte ebenfalls in Würzburg eine umfangreiche Fossilien- und Altertümer-Sammlung, die gegen Eintritt besucht werden konnte.
Er war Mitglied der Mineralogischen Gesellschaft zu Jena und wurde am 25. Oktober 1798 mit dem akademischen Beinamen Zeuxides zum Mitglied (Matrikel-Nr. 1010) der Leopoldina gewählt.
Teile seiner Sammlung befinden sich heute im Mineralogischen Museum Würzburg. Von den ursprünglich mehreren hundert Musivgemälden Blanks hat lediglich eines die Wirren der Zeit und die Bombardierung Würzburgs überdauert. Es befindet sich heute in der Gemäldegalerie des Martin von Wagner Museums im Südflügel der Würzburger Residenz. Ein von Blank erworbener Wandteppich aus Nürnberg (15. JH.) befindet sich ebenfalls im Besitz des Museums.

## Schriften
- Naturalien-Cabinett in dem Minoriten- sogenannten Franciscanerkloster in Würzburg, gesammelt und geordnet von Bonavita Blank, Franz Xaver Rienner, Würzburg 1795 Google Books
- Kurzer Bericht über die Vermehrung und dermahlige Einrichtung des Blankischen Naturalien-Cabinettes zu Würzburg. Anstatt der versprochenen Nachträge herausgegeben, Franz Xaver Rienner, Würzburg 1802 Google Books
- Handbuch der Mineralogie, Franz Ernst Nitribitt, Würzburg 1810 Google Books
- Handbuch der Zoologie, Nitribitt, Würzburg 1811